# Йоргос Ікономідіс
Йоргос Ікономідіс (грец. Γιώργος Οικονομίδης; нар. 10 квітня 1990, Нікосія, Кіпр) — кіпріотський футболіст, центральний півзахисник «Докса Катокопіас» та національну збірну Кіпру.

## Клубна кар'єра
Вихованець клубу АПОЕЛ, за основний склад якого провів два матчі у сезоні 2007/08 років. У 2009 році відданий в оренду до клубу другої ліги «Дігеніс Акрітас» , де провів два роки. Після закінчення оренди підписав контракт із іншим клубом другої ліги ПАЕЕК. У 2013 році повернувся до вищої ліги, де підписав контракт з клубом «Докса Катокопіас». З 2014 року виступав за столичну «Омонію», в якій провів два сезони та відіграв 55 матчів. У 2016 році підписав контракт із «Анортосісом», сума відступних склала 25 000 євро. 1 липня 2019 року підписав однорічний контракт з нікосійським «Олімпіакосом».

## Кар'єра в збірній
Ікономідіс грав за молодіжну збірну Кіпру (12 результативних передач, 1 гол).
За національну збірну Кіпру дебютував 28 березня 2015 року у матчі кваліфікації чемпіонату Європи 2016 проти збірної Бельгії (0:5), у якому вийшов на заміну на 57-й хвилині замість Венсана Лабана.

## Статистика виступів

### Клубна
Станом на 19 травня 2019
| Клуб               | Сезон             | Ліга  | Ліга | Кубок | Кубок | Єврокубки | Єврокубки | Загалом | Загалом |
| Клуб               | Сезон             | Матчі | Голи | Матчі | Голи  | Матчі     | Голи      | Матчі   | Голи    |
| ------------------ | ----------------- | ----- | ---- | ----- | ----- | --------- | --------- | ------- | ------- |
| «Докса Катокопіас» |                   |       |      |       |       |           |           |         |         |
| 2013–14            | 27                | 2     | 7    | 2     | –     | –         | 34        | 4       |         |
| Загалом            | 27                | 2     | 7    | 2     | –     | –         | 34        | 4       |         |
| «Омонія»           |                   |       |      |       |       |           |           |         |         |
| 2014–15            | 23                | 1     | 4    | 0     | 0     | 0         | 27        | 1       |         |
| 2015–16            | 32                | 1     | 6    | 0     | 4     | 0         | 42        | 1       |         |
| Загалом            | 55                | 2     | 10   | 0     | 4     | 0         | 69        | 2       |         |
| «Анортосіс»        |                   |       |      |       |       |           |           |         |         |
| 2016–17            | 28                | 0     | 6    | 0     | –     | –         | 34        | 0       |         |
| 2017–18            | 23                | 0     | 5    | 0     | –     | –         | 28        | 0       |         |
| 2018–19            | 11                | 0     | 2    | 0     | 1     | 0         | 14        | 0       |         |
| Загалом            | 62                | 0     | 13   | 0     | 1     | 0         | 76        | 0       |         |
| Усього за кар'єру  | Усього за кар'єру | 144   | 4    | 29    | 2     | 5         | 0         | 189     | 6       |

### У збірній
Станом на match played 23 March 2018
| національна збірна Кіпру | національна збірна Кіпру | національна збірна Кіпру |
| Рік                      | Матчі                    | Голи                     |
| ------------------------ | ------------------------ | ------------------------ |
| 2014                     | 0                        | 0                        |
| 2015                     | 6                        | 0                        |
| 2016                     | 0                        | 0                        |
| 2017                     | 4                        | 0                        |
| 2018                     | 1                        | 0                        |
| Загалом                  | 11                       | 0                        |

## Досягнення
АПОЕЛ
- Перший дивізіон Кіпру
  -  Чемпіон (2): 2008/09, 2012/13

- Кубок Кіпру
  -  Володар (1): 2007/08

- Суперкубок Кіпру
  -  Володар (2): 2008, 2011